# Djibril Sidibé
Djibril Sidibé (Troyes, 29 luglio 1992) è un calciatore francese di origini maliane, difensore del Tolosa. Con la nazionale francese, si è laureato campione del mondo nel 2018.

## Caratteristiche tecniche
È un terzino dotato di buona corsa ed ottima resistenza fisica, e agisce indifferentemente su entrambe le fasce.

## Carriera

### Club

#### Troyes
Il suo debutto da professionista avviene il 19 marzo 2010 nel Championnat National dove gioca una ventina di minuti contro il Moulins partita terminata sul punteggio di 1-1.
il 17 settembre seguente debutta in Ligue 2 giocando per tutti i 90' minuti la partita vinta dalla sua squadra per 2-0 sul campo del Grenoble, match valido per la settima giornata di Ligue 2. Il 20 maggio 2011 regala il suo primo assist in una competizione ufficiale nella gara vinta 3-2 in casa contro il Stade Laval. Nell'occasione regala l'assist del 3-1 al suo compagno Sébastien Grax. Conclude la sua prima stagione ufficiale con 6 presenze e 0 gol.
Nella stagione seguente diventa un punto fermo della sua squadra giocando 34 gare su 38 in campionato e contribuendo alla promozione in Ligue 1 della sua squadra. Il 22 luglio trova la prima presenza nella competizione Coupe de la Ligue nella gara persa 2-1 dopo i tempi supplementari sul campo del Vannes. Il 7 gennaio 2012 trova la prima presenza nella competizione Coupe de France nella gara vinta 4-2 sul campo del Caen dopo i tempi supplementari. Il 17 febbraio 2012 segna il suo primo gol in una gara ufficiale nella gara vinta per 2-1 sul campo del Sedan. Conclude la stagione 37 presenze e 1 gol in totale.

#### Lilla
Nell'estate del 2012 passa al Lilla per una cifra vicino ai 3 mln €.
Il 25 agosto 2012 trova la prima presenza e il primo gol in Ligue 1 e con la maglia del Lille nella gara pareggiata 2-2 sul campo del Nizza. Il 19 settembre 2012 trova la prima presenza nella massima competizione europea, la Champions League, nella gara persa in casa per 3-1 contro il Bate Borisov. Il 20 novembre 2012 trova il primo gol in Champions League e con la maglia del Lille nella gara vinta 0-2 sul campo del Bate Borisov. Nella stessa gara viene poi espulso per la prima volta nella sua carriera al minuto 74' per doppia ammonizione. Il 28 novembre 2012 segna il primo gol in Coupe de la Ligue nella gara vinta per 3-0 sul campo del Bastia. Conclude la prima stagione con la nuova maglia con 20 presenze e 3 gol in totale.
Il 24 settembre 2013 trova la prima presenza nella nuova stagione nella gara vinta 3-0 in casa contro l'Evian TG. Conclude la sua seconda stagione con la maglia del Lille con 24 presenze e 0 gol in totale.
Il 30 luglio 2014 torna a giocare in Champions League nella gara valida per il terzo turno di qualificazione giocata in Svizzera contro il Grasshopper e vinta 0-2 entrando al minuto 94' al posto di Rodelin. Il 2 ottobre 2014 trova la sua prima presenza in Europa League nella gara pareggiata 1-1 sul campo del Wolfsburg.

#### Monaco
L'8 luglio 2016 firma un contratto di cinque anni con il Monaco. Monaco, saluta Sidibé. Il campione del Mondo lascia dopo 174 presenze

### Nazionale
Ha giocato nella nazionale francese Under-20.
Il 1º settembre 2016 debutta con la nazionale maggiore francese in amichevole a Bari contro l'Italia, giocando da titolare tutti i 90 minuti nella vittoria dei transalpini per 3-1. Convocato per il Mondiale 2018, il 15 luglio si laurea campione del mondo grazie alla vittoria in finale dei francesi sui croati.

## Statistiche

### Presenze e reti nei club
Statistiche aggiornate al 7 dicembre 2024.
| Stagione         | Squadra          | Campionato       | Campionato | Campionato | Coppe nazionali | Coppe nazionali | Coppe nazionali | Coppe continentali | Coppe continentali | Coppe continentali | Altre coppe | Altre coppe | Altre coppe | Totale | Totale |
| Stagione         | Squadra          | Comp             | Pres       | Reti       | Comp            | Pres            | Reti            | Comp               | Pres               | Reti               | Comp        | Pres        | Reti        | Pres   | Reti   |
| ---------------- | ---------------- | ---------------- | ---------- | ---------- | --------------- | --------------- | --------------- | ------------------ | ------------------ | ------------------ | ----------- | ----------- | ----------- | ------ | ------ |
| 2009-2010        | Troyes           | N1               | 1          | 0          | CF+CdL          | 0               | 0               | -                  | -                  | -                  | -           | -           | -           | 1      | 0      |
| 2010-2011        | Troyes           | L2               | 6          | 0          | CF+CdL          | 0               | 0               | -                  | -                  | -                  | -           | -           | -           | 6      | 0      |
| 2011-2012        | Troyes           | L2               | 34         | 1          | CF+CdL          | 4+1             | 0               | -                  | -                  | -                  | -           | -           | -           | 39     | 1      |
| Totale Troyes    | Totale Troyes    | Totale Troyes    | 41         | 1          |                 | 5               | 0               |                    | -                  | -                  |             | -           | -           | 46     | 1      |
| 2012-2013        | Lilla            | L1               | 14         | 1          | CF+CdL          | 2+1             | 0+1             | UCL                | 3                  | 1                  | -           | -           | -           | 20     | 3      |
| 2013-2014        | Lilla            | L1               | 20         | 0          | CF+CdL          | 3+1             | 0               | -                  | -                  | -                  | -           | -           | -           | 24     | 0      |
| 2014-2015        | Lilla            | L1               | 25         | 2          | CF+CdL          | 1+3             | 0               | UCL+UEL            | 1+2                | 0                  | -           | -           | -           | 28     | 2      |
| 2015-2016        | Lilla            | L1               | 37         | 4          | CF+CdL          | 2+4             | 0+2             | -                  | -                  | -                  | -           | -           | -           | 43     | 6      |
| Totale Lilla     | Totale Lilla     | Totale Lilla     | 96         | 7          |                 | 17              | 3               |                    | 6                  | 1                  |             | -           | -           | 119    | 11     |
| 2016-2017        | Monaco           | L1               | 29         | 2          | CF+CdL          | 2+4             | 0               | UCL                | 12                 | 1                  | -           | -           | -           | 47     | 3      |
| 2017-2018        | Monaco           | L1               | 27         | 2          | CF+CdL          | 1+3             | 0               | UCL                | 3                  | 0                  | SF          | 1           | 1           | 35     | 3      |
| 2018-2019        | Monaco           | L1               | 26         | 0          | CF+CdL          | 1+1             | 0               | UCL                | 4                  | 0                  | SF          | 0           | 0           | 32     | 0      |
| 2019-2020        | Everton          | PL               | 25         | 0          | FACup+CdL       | 1+2             | 0               | -                  | -                  | -                  | -           | -           | -           | 28     | 0      |
| 2020-2021        | Monaco           | L1               | 30         | 0          | CF              | 4               | 0               | -                  | -                  | -                  | -           | -           | -           | 34     | 0      |
| 2021-2022        | Monaco           | L1               | 17         | 0          | CF              | 3               | 0               | UCL+UEL            | 3+3                | 0                  | -           | -           | -           | 26     | 0      |
| Totale Monaco    | Totale Monaco    | Totale Monaco    | 129        | 4          |                 | 19              | 0               |                    | 25                 | 1                  |             | 1           | 1           | 174    | 6      |
| 2022-2023        | AEK Atene        | SL               | 9+3        | 0          | CG              | 5               | 0               | -                  | -                  | -                  | -           | -           | -           | 17     | 0      |
| 2023-2024        | AEK Atene        | SL               | 13+4       | 0+1        | CG              | 2               | 0               | UCL+UEL            | 2+4                | 0+1                | -           | -           | -           | 25     | 2      |
| Totale AEK Atene | Totale AEK Atene | Totale AEK Atene | 22+7       | 0+1        |                 | 7               | 0               |                    | 6                  | 1                  |             | -           | -           | 42     | 2      |
| 2024-2025        | Tolosa           | L1               | 13         | 0          | CF              | -               | -               | -                  | -                  | -                  | -           | -           | -           | 13     | 0      |
| Totale carriera  | Totale carriera  | Totale carriera  | 333        | 13         |                 | 51              | 3               |                    | 37                 | 3                  |             | 1           | 1           | 422    | 20     |

### Cronologia presenze e reti in nazionale
| Cronologia completa delle presenze e delle reti in nazionale ― Francia | Cronologia completa delle presenze e delle reti in nazionale ― Francia | Cronologia completa delle presenze e delle reti in nazionale ― Francia | Cronologia completa delle presenze e delle reti in nazionale ― Francia | Cronologia completa delle presenze e delle reti in nazionale ― Francia | Cronologia completa delle presenze e delle reti in nazionale ― Francia | Cronologia completa delle presenze e delle reti in nazionale ― Francia | Cronologia completa delle presenze e delle reti in nazionale ― Francia |
| Data                                                                   | Città                                                                  | In casa                                                                | Risultato                                                              | Ospiti                                                                 | Competizione                                                           | Reti                                                                   | Note                                                                   |
| ---------------------------------------------------------------------- | ---------------------------------------------------------------------- | ---------------------------------------------------------------------- | ---------------------------------------------------------------------- | ---------------------------------------------------------------------- | ---------------------------------------------------------------------- | ---------------------------------------------------------------------- | ---------------------------------------------------------------------- |
| 1-9-2016                                                               | Bari                                                                   | Italia                                                                 | 1 – 3                                                                  | Francia                                                                | Amichevole                                                             | -                                                                      | 4’                                                                     |
| 6-9-2016                                                               | Barysaŭ                                                                | Bielorussia                                                            | 0 – 0                                                                  | Francia                                                                | Qual. Mondiali 2018                                                    | -                                                                      |                                                                        |
| 7-10-2016                                                              | Saint-Denis                                                            | Francia                                                                | 4 – 1                                                                  | Bulgaria                                                               | Qual. Mondiali 2018                                                    | -                                                                      | 27’                                                                    |
| 10-10-2016                                                             | Amsterdam                                                              | Paesi Bassi                                                            | 0 – 1                                                                  | Francia                                                                | Qual. Mondiali 2018                                                    | -                                                                      |                                                                        |
| 11-11-2016                                                             | Saint-Denis                                                            | Francia                                                                | 2 – 1                                                                  | Svezia                                                                 | Qual. Mondiali 2018                                                    | -                                                                      |                                                                        |
| 15-11-2016                                                             | Lens                                                                   | Francia                                                                | 0 – 0                                                                  | Costa d'Avorio                                                         | Amichevole                                                             | -                                                                      | 69’                                                                    |
| 25-3-2017                                                              | Lussemburgo                                                            | Lussemburgo                                                            | 1 – 3                                                                  | Francia                                                                | Qual. Mondiali 2018                                                    | -                                                                      | 62’                                                                    |
| 2-6-2017                                                               | Rennes                                                                 | Francia                                                                | 5 – 0                                                                  | Paraguay                                                               | Amichevole                                                             | -                                                                      |                                                                        |
| 9-6-2017                                                               | Solna                                                                  | Svezia                                                                 | 2 – 1                                                                  | Francia                                                                | Qual. Mondiali 2018                                                    | -                                                                      |                                                                        |
| 13-6-2017                                                              | Saint-Denis                                                            | Francia                                                                | 3 – 2                                                                  | Inghilterra                                                            | Amichevole                                                             | 1                                                                      | 90’                                                                    |
| 31-8-2017                                                              | Saint-Denis                                                            | Francia                                                                | 4 – 0                                                                  | Paesi Bassi                                                            | Qual. Mondiali 2018                                                    | -                                                                      |                                                                        |
| 3-9-2017                                                               | Tolosa                                                                 | Francia                                                                | 0 – 0                                                                  | Lussemburgo                                                            | Qual. Mondiali 2018                                                    | -                                                                      |                                                                        |
| 7-10-2017                                                              | Sofia                                                                  | Bulgaria                                                               | 0 – 1                                                                  | Francia                                                                | Qual. Mondiali 2018                                                    | -                                                                      |                                                                        |
| 10-10-2017                                                             | Saint-Denis                                                            | Francia                                                                | 2 – 1                                                                  | Bielorussia                                                            | Qual. Mondiali 2018                                                    | -                                                                      | 83’                                                                    |
| 23-3-2018                                                              | Saint Denis                                                            | Francia                                                                | 2 – 3                                                                  | Colombia                                                               | Amichevole                                                             | -                                                                      |                                                                        |
| 28-5-2018                                                              | Saint-Denis                                                            | Francia                                                                | 2 – 0                                                                  | Irlanda                                                                | Amichevole                                                             | -                                                                      | 83’                                                                    |
| 9-6-2018                                                               | Lione                                                                  | Francia                                                                | 1 – 1                                                                  | Stati Uniti                                                            | Amichevole                                                             | -                                                                      | 74’                                                                    |
| 26-6-2018                                                              | Mosca                                                                  | Danimarca                                                              | 0 – 0                                                                  | Francia                                                                | Mondiali 2018 - 1º turno                                               | -                                                                      |                                                                        |
| Totale                                                                 |                                                                        | Presenze                                                               | 18                                                                     |                                                                        | Reti                                                                   | 1                                                                      |                                                                        |

## Palmarès

### Club

#### Competizioni nazionali
- Campionato francese: 1

Monaco: 2016-2017
- Campionato greco: 1

AEK Atene: 2022-2023
- Coppa di Grecia: 1

AEK Atene: 2022-2023

### Nazionale
- Campionato mondiale: 1

Russia 2018